# Peter Del Monte

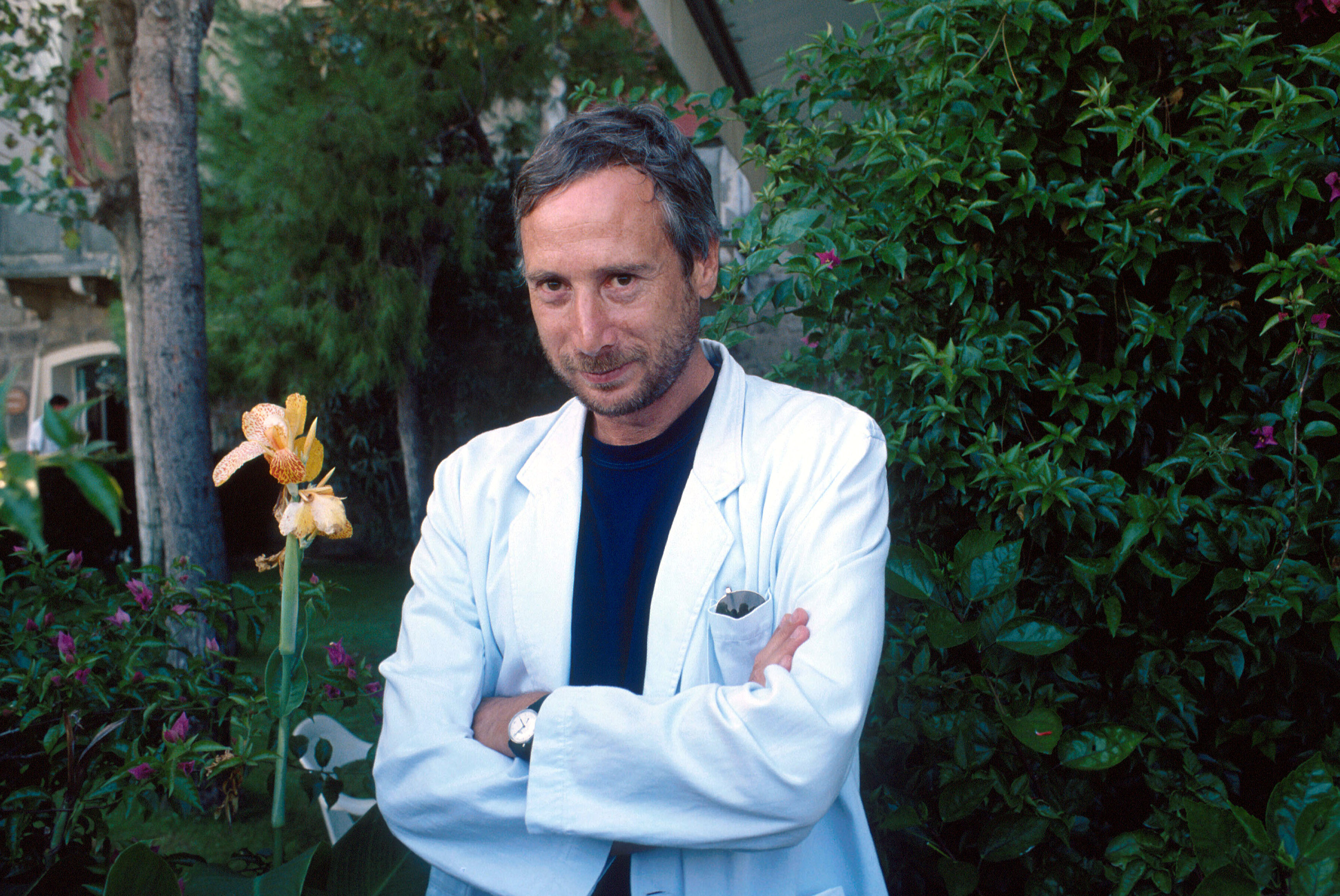
Peter Del Monte (1992)

Peter Del Monte (* 29. Juli 1943 in San Francisco; † 31. Mai 2021 in Rom) war ein italienischer Filmregisseur und Drehbuchautor.

## Leben
Del Monte kam in seiner Kindheit aus seinem Geburtsland nach Italien, wo er die Schule in Literaturwissenschaften abschloss und anschließend das Centro Sperimentale di Cinematografia besuchte. 1969 bildete Fuori campi seine dortige Abschlussarbeit, die auf verschiedenen Festivals, unter anderem in Cannes, bei Kritikern Aufmerksamkeit erregte. Die folgenden Jahre arbeitete Del Monte für das italienische Fernsehen, wo er zwei Arbeiten vorlegte, die auf literarischen Werken von Albert Camus resp. Ugo Foscolo basierten.
1975 wandte er sich dann dem Kinofilm zu; Irene, Irene wurde für seine behutsame Inszenierung einer Lebenskrise und deren Darstellung durch Alain Cuny gelobt. Del Monte brauchte dann, kompromisslos in seinen künstlerischen Ansprüchen, fünf Jahre bis zum Folgewerk, dem stillen, psychologischen, atmosphärisch dichten L’altra donna. Nach dem ernsthaften und grausamen Piccoli fuochi schuf er mit Giulia & Giulia 1987 einen der ersten Kinofilme, die auf elektronischem Wege hergestellt wurden – was Del Monte offensichtlich mehr interessierte als die Geschichte, die der Film erzählt.
Auch mit seinen Filmen der 1990er Jahre und im neuen Jahrtausend blieb er sich treu: Ernsthaftes, von der Kritik gelobtes Schauspielerkino, das regelmäßig sein Publikum fand und sich keinen Modetrends unterwirft.

## Filmografie (Auswahl)
- 1975: Irene, Irene (Irene, Irene)
- 1980: Die andere Frau (L’altra donna)
- 1982: Nina (Invito al viaggio)
- 1985: Toms Fantasies (Piccoli fuochi)
- 1987: Julia und Julia (Giulia & Giulia)
- 1990: Tracce di vita amorosa
- 1996: Die Reisegefährtin (Compagna di viaggio)
- 2007: Nelle tue mani

## Auszeichnungen
- 1980: Spezialpreis der Jury beim Festival von Venedig für L’altra donna
- 1982: Preis des Publikums beim São Paulo International Film Festival für Invito al viaggio
- 1985: „Goldener“ Rabe des Brussels International Fantastic Film Festival für Piccoli fuochi
- 1986: Nastro d’Argento für Piccoli fuochi
- 1990: Spezialpreis der Jury bei Fantasporto
- 1998: Regisseurspreis des Newport Beach Film Festivals für Compagna di viaggio
- 2001: „Los Angeles Italian Film Award“ für Controvento